# Wyżyna Kielecka
Wyżyna Kielecka (342.3) – nazywana dawniej Wyżyną Kielecko-Sandomierską, rozciąga się między Pilicą a Wisłą (od okolic Opoczna na północnym zachodzie do rejonu Sandomierza na południowym wschodzie). Pod względem rzeźby jest to pas fałdowań paleozoicznych i mezozoicznych, przy czym paleozoik pokrywają w części utwory czwartorzędowe (polodowcowe). W środku obszaru dominują Góry Świętokrzyskie z Łysicą (614 m n.p.m.), leżącą w paśmie Łysogór.
W skład Wyżyny Kieleckiej wchodzą mezoregiony:
- Płaskowyż Suchedniowski
- Garb Gielniowski
- Przedgórze Iłżeckie
- Góry Świętokrzyskie
- Wyżyna Sandomierska
- Pogórze Szydłowskie

Wyżyna Kielecka jest pozostałością większego i wyższego górotworu hercyńskiego. Powstałe wtedy góry fałdowe zajmowały obszar Gór Świętokrzyskich i Wyżyny Sandomierskiej. Skały które tu występują to kwarcyty (twarde zmetamorfizowane piaskowce) kambryjskie i dewońskie, wapienie kredowe i jurajskie, piaskowce triasowe, a także marmury, łupki oraz iły.
Zróżnicowana odporność skał na wietrzenie spowodowała powstanie tzw. rzeźby rusztowej. Tworzą ją łańcuchy górskie i wysokie wzniesienia zbudowane z twardych, mniej podatnych na erozję skał, poprzecinanych zagłębieniami powstałymi w skałach miękkich (łupkach, iłach), bardziej podatnych na erozję. Jest to typowy przykład uzależnienia rzeźby od budowy geologicznej.
Lądolód skandynawski pozostawił tu swoje ślady w postaci moreny dennej płaskiej i licznych pól piaszczystych.
Najsurowszy klimat na wyżynach panuje w Górach Świętokrzyskich. Odnotowuje się tu najniższą w regionie średnią temperaturę powietrza i najwyższe opady. Długość okresu wegetacyjnego nie przekracza tu 190 dni.
W południowo-wschodniej części Wyżyny Kieleckiej leży Wyżyna Sandomierska. Jest to obszar wybitnie rolniczy, charakteryzujący się dobrymi warunkami glebowymi (czarnoziemy i gleby brunatne wykształcone na lessach) oraz dogodnym klimatem (okres wegetacyjny trwający około 220 dni). Uprawia się tu głównie pszenicę, buraki cukrowe, a także warzywa i owoce.